# Scheggino
Scheggino ist eine italienische Gemeinde mit 435 Einwohnern (Stand 31. Dezember 2023) in der Provinz Perugia in der Region Umbrien.

## Geografie

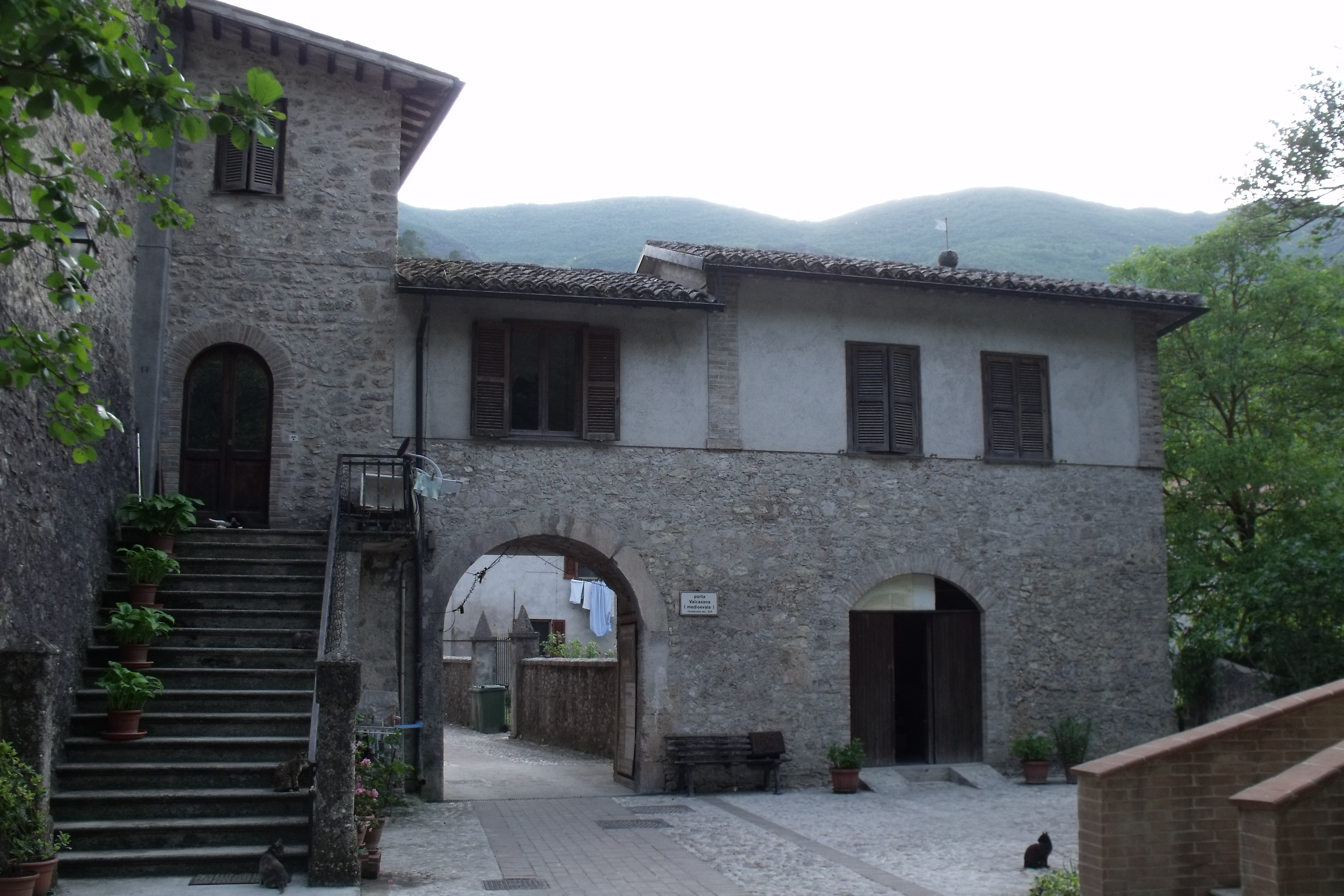
Das Stadttor Valcasana

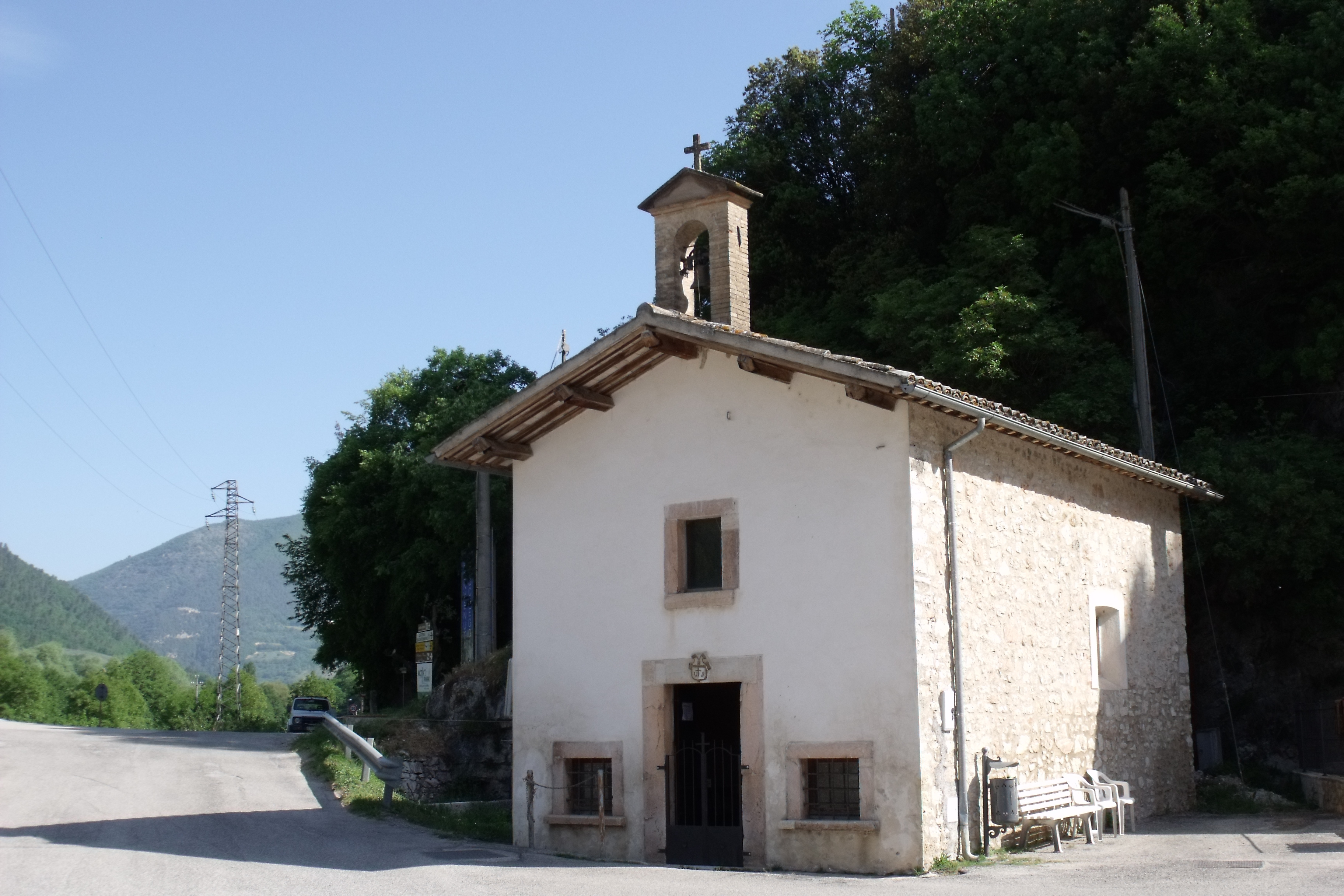
Die Kirche San Rocco unterhalb des Hauptortes

Die Gemeinde erstreckt sich über rund 35 km². Die Gemeinde liegt etwa 65 km südöstlich von Perugia am Fluss Nera und somit im Neratal. Die Gemeinde liegt in der klimatischen Einordnung italienischer Gemeinden in der Zone D, 2076 GR/G.
Die Ortsteile (Frazioni), die alle südlich des Hauptortes entlang der Nera liegen und zum Schutz der Abtei Abbazia di San Pietro in Valle (heute Gemeindegebiet von Ferentillo) entstanden, sind Ceselli, Civitella, Collefabbri, Monte San Vito, Nevi, Pontuglia, San Valentino und Schioppo.
Die Nachbargemeinden sind Ferentillo (TR), Monteleone di Spoleto, Sant’Anatolia di Narco und Spoleto.

## Geschichte
Der erste Name der Burg war Schiaginum, danach wurde sie Schezzino genannt. Ab dem 18. Jahrhundert entstand der heutige Namen. Die Burg bzw. die Gemeinde war bis 1561 mit Spoleto liiert, was 1391 und 1522 (durch Picozzo Brancaleoni) zu Belagerungen und Zerstörungen führte, danach gab sie sich die eigenen Statuten. Der Ort selbst entstand im 16. Jahrhundert, als unterhalb der Burg Häuser gebaut wurden. Der Ortsteil Civitella kam 1895 zum Gemeindegebiet, ebenso wie Monte San Vito, der zuerst eigene Gemeinde war und später zu Sant’Anatolia di Narco gehörte. Nach der Einheit Italiens blieb die Bevölkerungszahl konstont bei ca. 900 Einwohnern, seit 1950 erlebt der Ort einen Bevölkerungsschwund, der sich aktuell bei ca. der Hälfte hält.

## Sehenswürdigkeiten
- Chiesa di Giovanni Evangelista, Kirche aus dem 14. Jahrhundert im Ortsteil Civitella
- Chiesa di San Michele Arcangelo, Kirche aus dem 14. Jahrhundert im Ortsteil Ceselli
- Chiesa di San Michele Arcangelo, Kirche aus dem 13. Jahrhundert im Ortsteil Monte San Vito
- Chiesa di San Nicolò, Kirche im Hauptort aus dem 13. Jahrhundert, renoviert und umgestaltet im 16. Jahrhundert. Enthält die Fresken Christis Geburt und Marienkrönung (1526) des Lo Spagna mit seinem Gehilfen Giovanni di Girolamo sowie das Bild Madonna col Bambino e i santi Giacomo, Rocco, Giovanni Evangelista, Sebastiano e un papa martire von Guido Ubaldo Abbatini
- Chiesa di San Rocco, Kirche nahe der Nera im Hauptort
- Chiesa di San Sebastiano, Kirche aus dem 15. Jahrhundert im Ortsteil Ceselli
- Chiesa di Santo Stefano, Hauptkirche des Ortsteils Collefabri aus dem 15. Jahrhundert
- Chiesa di San Valentino, Kirche aus dem 13. Jahrhundert im Ortsteil San Valentino, enthält mehrere Werke des Maestro di Eggi
- Palazzo Graziani, Gebäude aus dem 18. Jahrhundert im Hauptort